# Plectorhinchus albovittatus
Plectorhinchus albovittatus es una especie de peces de la familia Haemulidae en el orden de los Perciformes.

## Morfología
• Los machos pueden llegar alcanzar los 100 cm de longitud total.

## Distribución geográfica
Se encuentra desde el Mar Rojo hasta Mozambique, las Célebes, Taiwán y Tonga.